# Шалифу, Элис
Элис Шалифу (англ. Alice Chalifoux; 22 января 1908, Бирмингем — 31 июля 2008, Уинчестер) — американская арфистка  и музыкальный педагог.
Дочь бывшего скрипача, в прошлом студента Парижской консерватории (вынужденного оставить музыку из-за травмы и заняться торговлей), и учительницы музыки. Получила первые уроки игры на арфе у своей матери, затем некоторое время училась в Чикаго, после чего окончила Кёртисовский институт музыки под руководством Карлоса Сальседо. Шалифу навсегда осталась любимой ученицей Сальседо: с 1930 года она ассистировала своему наставнику в его летней школе арфистов в штате Мэн, а перед смертью Сальседо завещал ей и школу, и свой дом.
В 1931—1974 годах Шалифу была первой арфисткой Кливлендского оркестра — первой и долгое время единственной женщиной в составе этого коллектива. Ею была записана сольная партия арфы в записи пьесы Клода Дебюсси «Танец священный и танец мирской», осуществлённой оркестром во главе с Пьером Булезом, — этот альбом был удостоен премии «Грэмми» (1996).
Помимо летней школы имени Сальседо, Шалифу на протяжении многих десятилетий, вплоть до 2000 года, преподавала в Кливлендском институте музыки и в Оберлинской консерватории.